# رايان إير المملكة المتحدة
رايان إير المملكة المتحدة (بالإنجليزية: Ryanair UK)‏ هي شركة طيران بريطانية منخفضة التكلفة، بدأت عملياتها في مارس 2019، ويقع مقرها الرئيسي في مطار لندن ستانستد.